# 1575
| [ Edytuj tabelę ]              | |
| Król Polski                    | - 1574 bezkrólewie 1575 - 1575 Anna Jagiellonka 1587 - 1575 Stefan Batory 1586                                                                                   |
| Współksiążęta Andory           | - 1572 Joan Dimes Lloris 1576 - 1572 Henryk IV Burbon 1610 |
| Król Anglii                    | - 1558 Elżbieta I 1603 |
| Elektor Brandenburgii          | - 1571 Jan Jerzy 1598 |
| Książę Bawarii                 | - 1550 Albrecht V 1579 |
| Sułtan Brunei                  | - 1521 Abdul Kahar 1575 - 1575 Saiful Rijal 1600 |
| Cesarz Chin                    | - 1572 Wanli 1620 |
| Król Czech                     | - 1564 Maksymilian II Habsburg 1576 |
| Król Danii                     | - 1559 Fryderyk II 1588 |
| Dalajlama                      | - 1543 Sonam Gjaco 1588 |
| Cesarz Etiopii                 | - 1563 Sertse Dyngyl 1597 |
| Król Francji                   | - 1574 Henryk Walezy 1589 |
| Król Hiszpanii                 | - 1556 Filip II 1598 |
| Landgraf Hesji-Kassel          | - 1567 Wilhelm IV Mądry 1592 |
| Stadhouder Holandii            | - 1574 Wilhelm Orański 1584 |
| Szach Iranu                    | - 1524 Tahmasp I 1576 |
| Państwo Wielkich Mogołów       | - 1556 Akbar 1605 |
| Cesarz Japonii                 | - 1557 Ōgimachi 1586 |
| Kalif                          | - 1574 Murad III 1595 |
| Patriarcha Konstantynopola     | - 1572 Jeremiasz II Tranos 1579 |
| Władca Korei                   | - 1567 Sŏnjo 1608 |
| Książę Kurlandii i Semigalii   | - 1561 Gotthard Kettler 1587 |
| Sułtan Maroka                  | - 1574 Abu Abdullah Muhammad II 1576 |
| Senior Monako                  | - 1532 Honoriusz I 1581 |
| Król Nawarry                   | - 1572 Henryk III 1610 |
| Król Norwegii                  | - 1559 Fryderyk II 1588 |
| Sułtan Omanu                   | - 1560 Abd Allah ibn Muhammad 1624 |
| Elektor Palatynatu             | - 1559 Fryderyk III 1576 |
| Papież                         | - 1572 Grzegorz XIII 1585 |
| Książę Parmy i Piacenzy        | - 1556 Oktawiusz Farnese 1586 |
| Król Portugalii                | - 1557 Sebastian 1578 |
| Książę w Prusach               | - 1568 Albrecht Fryderyk 1618 |
| Car Rosji                      | - 1547 Iwan IV Groźny 1584 |
| Cesarz Rzymski (niemiecki)     | - 1564 Maksymilian II Habsburg 1576 |
| Kapitanowie Regenci San Marino | - 1574 Giambattista Belluzzi Benedetto di Bianco 1575 - 1575 Giuliano Corbelli Liberio Gabrielli 1575 - 1575 Girolamo Giannini Vincenzo di Marino di Andrea 1576 |
| Elektor Saksonii               | - 1553 August Wettyn 1586 |
| Król Szkocji                   | - 1567 Jakub VI 1625 |
| Król Szwecji                   | - 1569 Jan III Waza 1592 |
| Król Tajlandii                 | - 1569 Maha Thammaracha Thirat 1590 |
| Sułtan Turków                  | - 1574 Murad III 1595 |
| Doża Wenecji                   | - 1570 Alvise Mocenigo 1577 |
| Król Węgier                    | - 1563 Maksymilian II 1576 |

Rok 1575 / MDLXXV
stulecia: XV wiek ~
XVI wiek ~
XVII wiek

lata: 1565 «
1570 «
1571 «
1572 «
1573 «
1574 «
1575
» 1576
» 1577
» 1578
» 1579
» 1580
» 1585

## Wydarzenia w Polsce
- Wiosną pod Konstantynowem wojska polskie rozbiły pustoszącą Wołyń ordę tatarską chana Dewlet Gireja.
- 16 maja – Henryk Walezy został uznany za zbiegłego.
- 24 czerwca – w Krakowie miał miejsce tzw. „tumult cmentarny”, kiedy to gawiedź krakowska wykopała zwłoki wojewody krakowskiego, ewangelika Stanisława Myszkowskiego oraz innych osób, uczestnicy zajść włóczyli je po mieście i stawiali pod murem nogami do góry.
- 3 października-4 października – w Warszawie obradował sejm konwokacyjny[1].
- 7 listopada – rozpoczął obrady Sejm elekcyjny, który wybrał na króla Stefana Batorego.
- 12 grudnia – prymas Jakub Uchański ogłosił wybór w senacie cesarza Maksymiliana II na króla Polski. Wobec sprzeciwu szlachty polskiej do objęcia tronu nie doszło.
- 13 grudnia – Anna Jagiellonka została w Warszawie wybrana w wolnej elekcji królem Polski i wielkim księciem litewskim, a dzień później stronnictwo szlacheckie pod przewodnictwem Jana Zamoyskiego uznało ten fakt, przydając jej na małżonka Stefana Batorego.

## Wydarzenia na świecie
- 25 stycznia – założono Luandę, dzisiejszą stolicę Angoli.
- 8 lutego – założono Uniwersytet w Lejdzie (Holandia).
- 13 lutego – Henryk III Walezy został koronowany na króla Francji.
- 15 lutego – w katedrze w Reims odbył się ślub króla Francji Henryka III i Ludwiki Lotaryńskiej.
- 3 marca – cesarz Akbar z dynastii Wielkich Mogołów w północnych Indiach odniósł decydujące zwycięstwo nad wojskami bengalskimi w bitwie pod Tukaroi.
- 28 czerwca – bitwa pod Nagashino (jap. 長篠の戦い).
- 22 września – Rudolf II został koronowany na króla Czech.
- 16 grudnia – trzęsienie ziemi i wywołane nim tsunami zniszczyło miasto Valdivia w południowym Chile.

- Ukazał się poemat epicki Jerozolima wyzwolona Torquata Tassa.

## Urodzili się
- 25 lutego – Bernard z Wąbrzeźna, duchowny rzymskokatolicki, mnich z opactwa benedyktyńskiego (zm. 1603)
- 10 marca – Giovanni Antonio Facchinetti de Nuce młodszy, włoski duchowny katolicki, kardynał (zm. 1606)
- 3 kwietnia – Gabriel Fabricius, pastor luterański, kaznodzieja i poeta (zm. ?)
- 21 kwietnia – Francesco Molino, wenecki admirał, doża Wenecji (zm. 1655)
- 26 kwietnia – Maria Medycejska, królowa francuska, córka Franciszka I Medyceusza Wielkiego, księcia Toskanii, druga żona Henryka IV (zm. 1642)
- 8 maja – Anioł od św. Wincentego Ferreriusza Orsucci, włoski dominikanin, misjonarz, męczennik, błogosławiony katolicki (zm. 1622)
- 26 maja – Anna Ostrogska, polska księżna (zm. 1635
- 26 czerwca – Anna Katarzyna Hohenzollern, królowa Danii i Norwegii (zm. 1612)
- 15 sierpnia – Diego Feliks Habsburg, trzeci wspólny syn Filipa II, króla Hiszpanii i Anny Habsburg (zm. 1582)
- 18 sierpnia – Anna Maria Wittelsbach (Pfalz-Neuburg), księżniczka Palatynatu – Neuburg, księżna Saksonii-Weimar (zm. 1643)
- 1 listopada – Jan Chrzciciel Zola, włoski błogosławiony katolicki (zm. 1626)
- 24 sierpnia – Jakub Böhme, niemiecki mistyk i filozof religii (zm. 1624)
- 4 listopada – Guido Reni, włoski malarz i grafik okresu wczesnego baroku (zm. 1642)
- 26 listopada – Jan August Wittelsbach (Pfalz-Veldenz), hrabia palatyn i książę Palatynatu-Lützelstein (zm. 1611)
- 4 grudnia – Virginia de Leyva, księżniczka Monzy, benedyktynka (zm. 1650)

- data dzienna nieznana: 
  - Melchior Adam – biograf, pedagog, leksykograf i historyk literatury (zm. 1622)
  - Hendrick van Balen – flamandzki malarz barokowy (zm. 1632)
  - Concino Concini – włoski arystokrata i polityk (zm. 1617)
  - Floris van Dijck – holenderski malarz okresu baroku (zm. 1651)
  - Abraham Janssens - flamandzki malarz okresu baroku (zm. 1632)
  - Jan Jaroszewicz (architekt) – polski architekt. Szczególnie zasłużony dla Zamościa (zm. 1670)
  - Leonard Kimura – błogosławiony katolicki, męczennik, ofiara prześladowań katolików w Japonii (zm. 1619)
  - Antoine de Montchrestien – francuski ekonomista i pisarz, zwolennik merkantylizmu (zm. 1621)
  - Andrzej Opaliński (biskup) – biskup poznański (zm. 1623)
  - Anna Ostrogska – księżna herbu Dąbrowa (zm. 1635)
  - Samuel Otwinowski – orientalista polski, tłumacz, arianin (zm. 1650)
  - John Robinson – angielski pastor purytański (zm. 1625)
  - Roman Rożyński – rotmistrz królewski (zm. 1610)
  - Fryderyk Szembek – polski ksiądz, jezuita krakowski, historyk kościoła, teolog (zm. 1644)
  - Cyril Tourneur – angielski poeta i dramaturg (zm. 1626)
  - Jan Wężyk – arcybiskup gnieźnieński i prymas Polski (zm. 1638)

## Zmarli
- 28 maja – Zofia Jagiellonka, polska królewna i księżniczka litewska, księżna brunszwicka, córka Zygmunta I Starego (ur. 1522)
- 17 września – Heinrich Bullinger, szwajcarski reformator religijny i teolog protestancki (ur. 1504)
- 18 grudnia – Marcin Bielski, żołnierz, historyk, renesansowy poeta satyryczny, autor „Kroniki wszystkiego świata” i „Kroniki polskiej” (ur. ok. 1495)

- data dzienna nieznana: 
  - Andrzej Potocki, szlachcic, chorąży kamieniecki, rotmistrz (ur. 1532)